# Guild

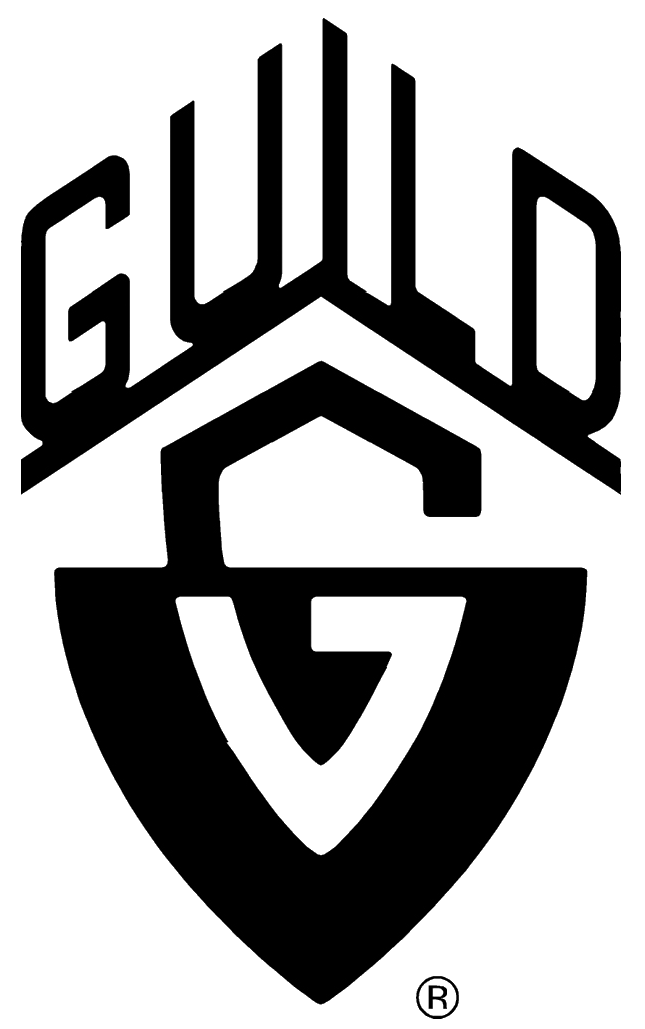
Logo

Guild (Deutsch: ‚Gilde‘ bzw. ‚Handwerksgilde‘) ist neben Martin und Gibson einer der großen US-amerikanischen Hersteller akustischer Stahlsaitengitarren („Western-“ oder „Folkgitarren“), E-Gitarren und Bassgitarren.

## Geschichte

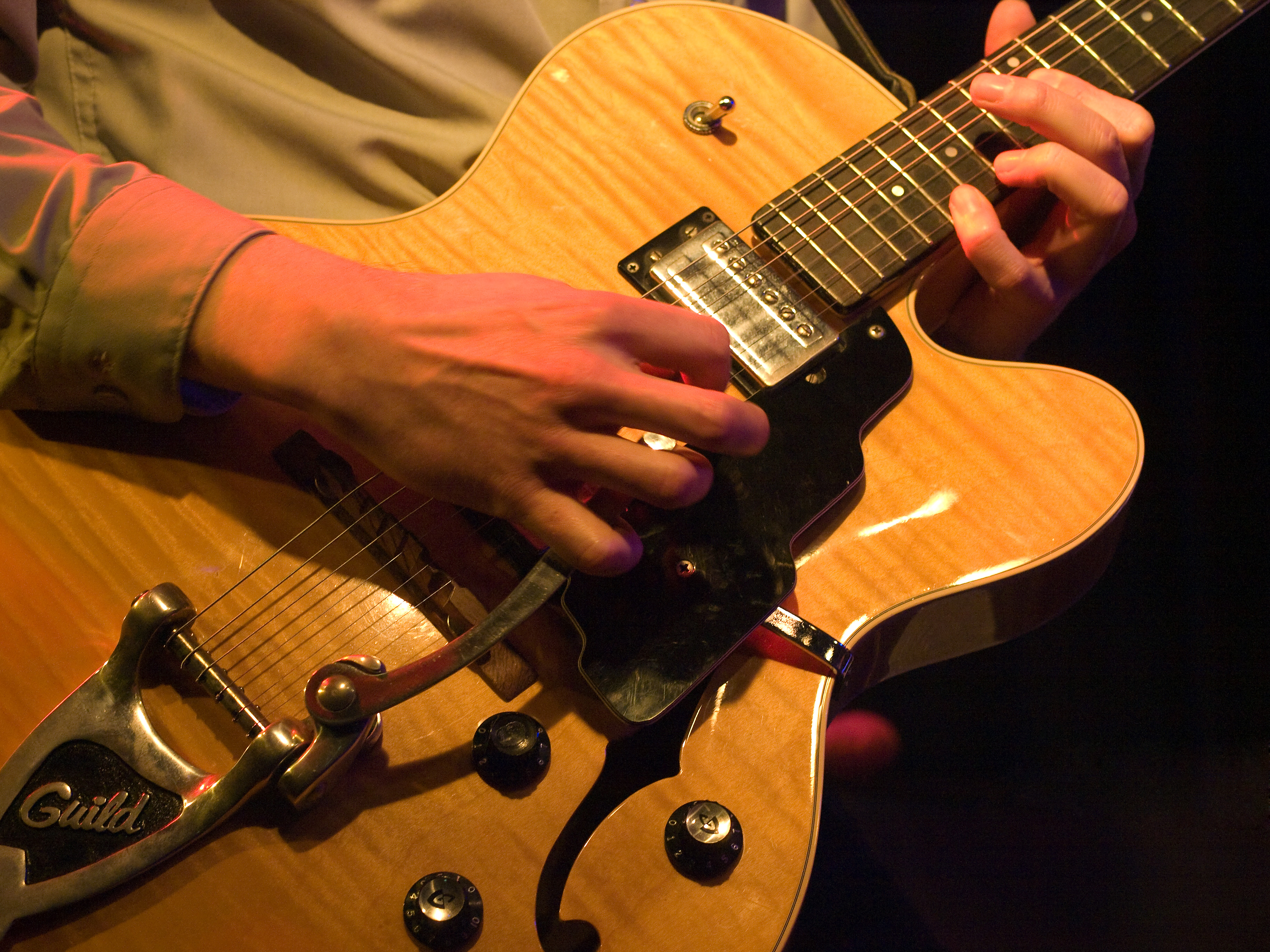
Guild-Gitarre

Die Firma wurde 1952 von Alfred Dronge und George Mann gegründet. Die erste Produktionsstätte befand sich in New York City und war gerade einmal gut hundert Quadratmeter groß. Nachdem George Mann ein Jahr später der Firma den Rücken gekehrt hatte, machte Dronge allein weiter und war bereits 1956 so erfolgreich, dass er in größere Räume nach Hoboken (New Jersey) umziehen musste. Hier wurden auch einige der heute besonders gesuchten Guild-Gitarren gebaut.
Während der 1950er und 1960er Jahre versorgte die Firma Guild viele Größen der Musikbranche und wurde immer populärer. Nachdem die Avnet Corporation, die damals auch verschiedene Musiklabel besaß, Guild übernommen hatte, wurde die Fabrik nach Rhode Island verlegt, das Büro blieb in New Jersey. Dies hatte zur Folge, dass Dronge, der ein ausgebildeter Pilot war, häufig mit seinem eigenen Flugzeug hin und her pendelte, wobei er am 3. Mai 1972 tödlich verunglückte. Die nun „herrenlose“ Firma schleppte sich wirtschaftlich so durch, bis sie 1995 vom Konkurrenten Fender übernommen wurde.
Die Produktionsstätte wurde dann von Fender zunächst im Jahr 2001 nach Corona (Kalifornien), dann 2004 nach Tacoma (Washington) in die Fabrik der ebenfalls übernommenen Tacoma Guitars verlegt. Nachdem Fender die Produktion im Jahr 2008 nach Übernahme der Kaman Music Corporation wieder zurück an die Ostküste nach New Hartford (Connecticut) verlegt hatte, wurde Guild schließlich im Jahr 2014 an die Cordoba Music Group in Santa Monica verkauft. Diese baute eine neue Fabrik zur Produktion von Guild Gitarren im benachbarten Oxnard.